# Pârvu Craiovescu
Pârvu Craiovescu (n. sec. XV – d. 3 iunie 1512) a fost un boier din Țara Românească, mare dregător în mai multe rânduri.

## Biografie
A fost fiul lui Neagoe de la Craiova și a avut frați pe Barbu, Danciu și Radu Craiovescu. 
Documentele păstrate îl consemnează la 23 martie 1482 ca mare vornic (și primul în sfat). Ulterior este atestat drept membru al Sfatului domnesc (ca fost mare vornic). Între 8 septembrie 1494 și 15 decembrie 1501 este atestat din nou mare vornic, la fel ca și între 3 decembrie 1507 și 18 iunie 1509.
Pârvu Craiovescu a fost căsătorit cu Neaga din Hotărani. Au avut mai mulți copii: pe Neagoe, devenit domn al Țării Românești; pe Preda Craiovescu și pe Marga (căsătorită cu Marcea, mare postelnic, și strămoașa lui Matei Basarab). 
În privința paternității lui Neagoe Basarab situația nu este clară, întrucât acesta s-a declarat fiu al lui Basarab cel Tânăr, pentru a-și întări dreptul la domnie. Se poate să fi fost în fapt fiul lui Basarab cel Tânăr cu soția lui Craiovescu.
Pârvu Craiovescu a murit la 3 iunie 1512. A fost înmormântat la Mănăstirea Snagov.